# Utsug

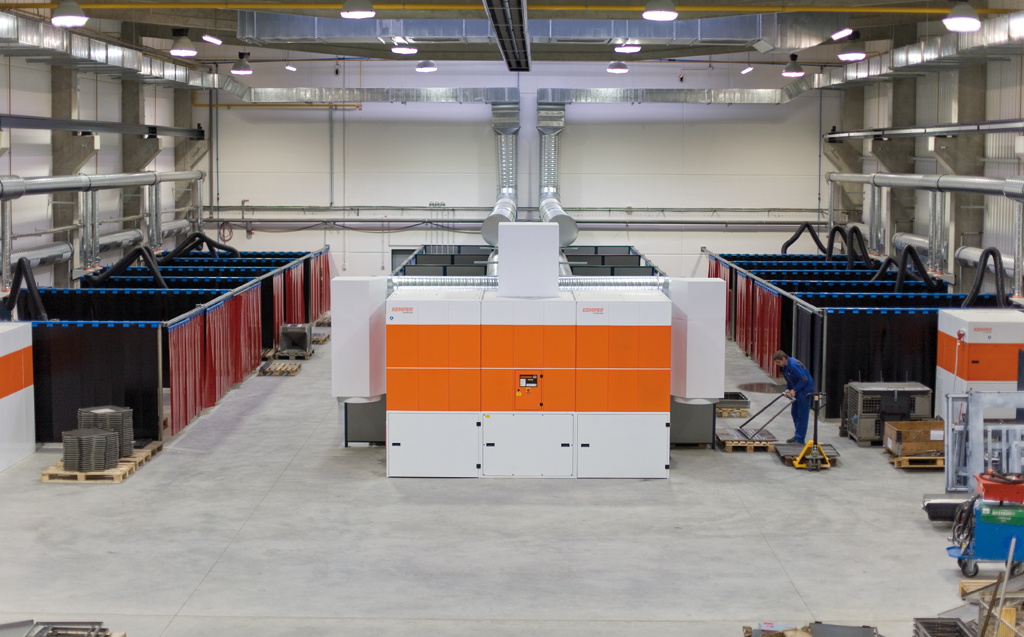
En verkstad med centralutsug

Utsug är en maskin som har till funktion att suga ut bland annat dammpartiklar, rök samt gaser från bland annat industrilokaler. Ett utsug kan vara kopplat till ett ventilationssystem med en värmeväxlare.
De första utsugen tillverkades tidigt på 1930-talet.